# Церкље об Крки
Церкље об Крки (словен. Cerklje ob Krki) је насељено место у општини Брежице, Посавска регија, Словенија.

## Историја
До територијалне реорганизације у Словенији било је у саставу старе општине Брежице.

## Становништво
У попису становништва из 2011. године, Церкље об Крки је имало 232 становника.
| Број становника према пописима | Број становника према пописима | Број становника према пописима |
| ------------------------------ | ------------------------------ | ------------------------------ |
| 1991                           | 2002                           | 2011                           |
| 226                            | 211                            | 232                            |

Напомена: До 1955. исказивано под именом Церкље.

## Галерија
- касарна словеначке војске "Јернеј Молан" и аеродром "Церкље"
- војни аеродром